# Megasonic
Megasonic is een Belgische metalband rond zanger Dimitri Verhoeven. Hun muziek wordt gekenmerkt door een mix van stijlen binnen het metalgenre, waaronder heavy metal, classic rock, en symfonische metal.

## Geschiedenis
Megasonic ontstond in 2012 als driekoppig studioproject. Gitaristen Jeroen de Bock en Lieven De Wolf schreven samen met musicalzanger Dimitri Verhoeven een aantal nummers die later op Megasonic's debuutalbum zouden verschijnen. In 2014 tekende het trio bij Mausoleum Records, waar ze in oktober van dat jaar hun album "Intense" uitbrachten. Op dit album werden gitaar en bas ingespeeld door De Bock en De Wolf, terwijl Verhoeven naast de zang ook de drums en keyboards voor zijn rekening nam.
Omdat het oorspronkelijke studiowerk met drie muzikanten moeilijk live te spelen was, werden in de loop van 2014 twee nieuwe leden aangetrokken. Thomas Abeel (Hunter, ex-Everglow) vervoegde de band als bassist, en Dries Deturck (Hunter, ex-Monster Joe, ex-Crusader) werd aangenomen als drummer.

## Huidige bandleden
- Dimitri Verhoeven - zang, keyboards
- Jeroen De Bock - gitaar
- Lieven De Wolf - gitaar
- Thomas Abeel - basgitaar
- Dries Deturck - drum

## Discografie
- Intense (2014)
- Without Warning (2017)